# 板倉重泰
板倉 重泰（いたくら しげやす）は、江戸時代中期の大名。陸奥国福島藩主。官位は従五位下・出雲守。重昌流板倉家第5代。

## 略歴
板倉重寛の長男として誕生した。
享保2年（1717年）、父の隠居の跡を継ぐが、翌年に父に先立って28歳で死去した。男子はいなかったので、河内国丹南藩主・高木正陳の次男・勝里を養嗣子に迎えることになる。

## 系譜
父母
- 板倉重寛（父）
- 亀井茲政の娘（母）

正室
- 水野忠直の娘

子女
- 亀井茲満正室、後に小出英持正室、生母は正室

養子
- 板倉勝里 - 高木正陳の次男